# Lazo azul

Lazo azul estándar.

El lazo o crespón azul es utilizado, en España —fundamentalmente en el País Vasco—, tanto como muestra de rechazo, de repulsa y de protesta ante los secuestros de la organización terrorista Euskadi Ta Askatasuna (ETA) como de solidaridad con los familiares de los secuestrados. Este lazo solidario es, gracias a la implicación con su utilización que se consiguió en la ciudadanía vasca, uno de los símbolos más exitosos dentro de la iconografía de la lucha contra ETA.
La utilización del lazo azul fue propuesta por cuatro organizaciones pacifistas en 1993, como protesta ante el secuestro por parte de ETA del ingeniero Julio Iglesias Zamora. Originalmente, el lazo tenía forma de letra A, inicial de las palabras vascas Askatu o Askatasuna (Libertad).
El lazo azul era llevado prendido mediante un imperdible a las ropas de sus portadores. También ha sido expuesto en distintos lugares, como fachadas de edificios públicos, en plazas, etc.
En España al igual que en muchos otros países el lazo azul es utilizado también con otros fines como lo es la lucha contra el acoso escolar, más conocido como bullying. También se usa como símbolo de la solidaridad hacia las personas con discapacidad en Cerdanyola del Vallès, una localidad cercana a Barcelona (cuando es el día 3 de diciembre, el Día internacional de las personas con discapacidad).

## Episodios de violencia contra portadores de lazo azul
En 1996, una joven portadora del lazo azul fue atacada en la calle por un muchacho, que la golpeó e intentó arrancarle el distintivo.
En 1996, ETA cometió un atentado terrorista con bomba en el Castillo de Jaén, que meses antes izaba, a más de 1000 metros de altura, en una de sus torres, un lazo azul.
En 1997, un ciudadano fue apaleado por un grupo que le increpó haber utilizado el lazo azul en días previos. Estos hechos degeneraron en un episodio de violencia callejera en la que dos ertzainas también recibieron agresiones.
En 2001, el periodista vasco Gorka Landaburu resultó amputado en sus dos manos por la explosión de un paquete bomba que fue enviado a su domicilio de Zarauz. Gorka Landaburu fue uno de los más importantes impulsores del uso del lazo azul.

## Polémica sobre su utilización

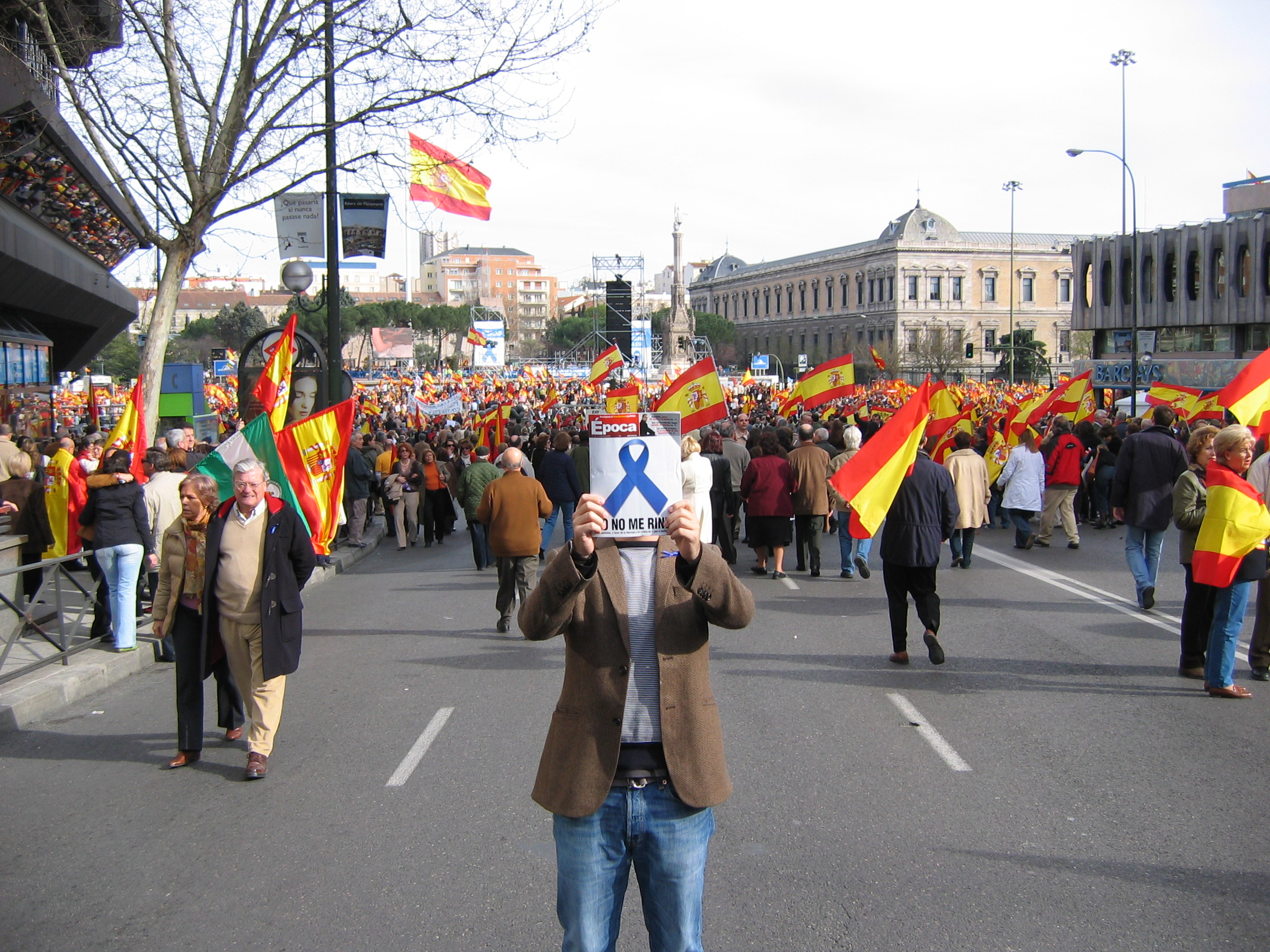
Manifestación contra el gobierno de Zapatero, durante la tregua de ETA.

Si bien al comienzo su utilización no generó polémicas entre sus portadores, en 2007, en el marco de la tregua de ETA durante el gobierno de José Luis Rodríguez Zapatero, el Partido Popular llamó a utilizar el lazo azul en señal de protesta ante la política antiterrorista del gobierno socialista, hecho que generó un fuerte rechazo de la organización Gesto por la Paz.